# Торе де' Ровери
То̀ре де' Ро̀вери (на италиански: Torre de' Roveri; на ломбардски: Tòr de Ròer, Тор де Роер) е село и община в Северна Италия, провинция Бергамо, регион Ломбардия. Разположено е на 271 m надморска височина. Населението на общината е 2477 души (към 2017 г.).